# Fivelstads socken
Fivelstads socken i Östergötland ingick i Aska härad, ingår sedan 1974 i Motala kommun och motsvarar från 2016 Fivelstads distrikt.
Socknens areal är 18,34 kvadratkilometer, varav 18,29 land. År 2000 fanns här 544 invånare. En del av tätorten Fågelsta samt kyrkbyn Fivelstad med sockenkyrkan Fivelstads kyrka ligger i denna socken. 

## Administrativ historik
Fivelstads socken har medeltida ursprung. 
Vid kommunreformen 1862 övergick socknens ansvar för de kyrkliga frågorna till Fivelstads församling och för de borgerliga frågorna till Fivelstads landskommun. Landskommunen inkorporerades 1952 i Aska landskommun och uppgick 1974 i Motala kommun. Församlingen uppgick 2006 i Aska församling.
1 januari 2016 inrättades distriktet Fivelstad, med samma omfattning som församlingen hade 1999/2000. 
Socknen har tillhört samma fögderier och domsagor som socknens härad.  De indelta soldaterna tillhörde  Första livgrenadjärregementet, Motala kompani och Andra livgrenadjärregementet, Skenninge kompani.

## Geografi
Fivelstads socken ligger öster om Vadstena. Socknen är uppodlad delvis sandig slättbygd, med viss skog i öster.

## Fornlämningar
Kända från socknen är fyra gravfält från järnåldern. En runristning är antecknad från kyrkan (nu borta).

## Namnet
Namnet (1311 Fiwlstadhir) kommer från en av kyrkbyn. Förleden är oklar, kan hänga samman med fifl, 'narr'/fifel, 'jätte' eller med fifler/fivel, 'ängsull; maskros'. Efterleden är sta(d), 'ställe'.

### Fotnoter
1. 1 2  Svensk Uppslagsbok andra upplagan 1947–1955: Fivelstad socken
2. 1 2  Harlén, Hans; Harlén Eivy (2003). Sverige från A till Ö: geografisk-historisk uppslagsbok. Stockholm: Kommentus. Libris 9337075. ISBN 91-7345-139-8
3. ↑  ”Församlingar”. Statistiska centralbyrån. https://www.scb.se/hitta-statistik/regional-statistik-och-kartor/regionala-indelningar/forsamlingar/. Läst 30 december 2022.
4. ↑  Administrativ historik för Fivelstad socken (Klicka på församlingsposten). Källa: Nationella arkivdatabasen, Riksarkivet.
5. 1 2  Sjögren, Otto (1931). Sverige geografisk beskrivning del 2 Östergötlands, Jönköpings, Kronobergs, Kalmar och Gotlands län. Stockholm: Wahlström & Widstrand. Libris 9939
6. 1 2  Nationalencyklopedin
7. ↑  Fornlämningar, Statens historiska museum: Fivelstads socken
8. ↑  Fornminnesregistret, Riksantikvarieämbetet: Fivelstads socken Fornminnen i socknen erhålls på kartan genom att skriva in sockennamn (utan "socken") i "Ange geografiskt område"
9. ↑  Mats Wahlberg, red (2003). Svenskt ortnamnslexikon. Uppsala: Institutet för språk och folkminnen. Libris 8998039. ISBN 91-7229-020-X. https://isof.diva-portal.org/smash/get/diva2:1175717/FULLTEXT02.pdf